# Pingba (sockenhuvudort i Kina, Hunan Sheng, lat 28,41, long 109,94)
Pingba (kinesiska: 坪坝, 坪坝乡) är en sockenhuvudort i Kina. Den ligger i provinsen Hunan, i den södra delen av landet, omkring 300 kilometer väster om provinshuvudstaden Changsha. Antalet invånare är 9 931. Befolkningen består av 4 646 kvinnor och 5 285 män. Barn under 15 år utgör 17,0 %, vuxna 15-64 år 71 %, och äldre över 65 år 10,0 %.
Runt Pingba är det ganska tätbefolkat, med 222 invånare per kvadratkilometer. Närmaste större samhälle är Majing'ao, 14,0 km väster om Pingba. I omgivningarna runt Pingba växer i huvudsak blandskog.
Genomsnittlig årsnederbörd är 1 848 millimeter. Den regnigaste månaden är maj, med i genomsnitt 327 mm nederbörd, och den torraste är januari, med 41 mm nederbörd.